# Refka Helali
Refka Helali ou Refka Hlaili (arabe : رفقة الهلالي), née le 18 avril 1990, est une handballeuse tunisienne. Elle mesure 1,69 m.
Elle évolue au poste de gardienne avec l'Association sportive féminine du Sahel. Elle fait également partie de l'équipe de Tunisie, avec laquelle elle participe au championnat du monde 2013 en Serbie.

## Palmarès
En équipe nationale
- 17e au championnat du monde 2013